# Consultando l'oracolo
Consultando l'oracolo (Consulting the Oracle) è un dipinto ad olio su tela (119x198 cm) di John William Waterhouse, realizzato nel 1884 e conservato alla Tate Britain di Londra.

## Storia
La tela fu esposta alla Royal Academy of Arts nel 1884 e l'Illustrated London News la definì come una delle migliori opere dell'anno. Fu acquistata da Sir Henry Tate, che la donò allo Stato britannico insieme ad altre opere nel 1894.

## Descrizione
Il quadro rappresenta sette giovani donne sedute in semicerchio davanti a una sacerdotessa che fa cenno loro di tacere mentre si china ad ascoltare le parole bisbigliate da una testa mummificata posta su un altarino alla parete.